# Contes du lundi
Contes du lundi est un recueil de nouvelles en trois parties de l'écrivain français Alphonse Daudet. Publié en 1873 aux éditions Alphonse Lemerre et inspiré des événements de la guerre franco-prussienne, il dresse des tableaux réalistes de la vie de l'époque : le peuple de Paris soumis aux privations, les événements de la Commune et la répression des Versaillais. Alphonse Daudet exalte aussi la tristesse de la perte de l'Alsace-Lorraine à travers La Dernière Classe, le récit le plus connu de cet ouvrage.

## Table des matières
| Première partie : La Fantaisie et l'Histoire - La Dernière Classe - La Partie de billard - La Vision du juge de Colmar - L'Enfant espion - Les Mères - Le Siège de Berlin - Le Mauvais Zouave - Le Pendule de Bougival - La Défense de Tarascon - Le Prussien de Bélisaire - Les Paysans à Paris - Aux avant-postes - Paysages d'insurrection - Le Bac - Le Porte-drapeau - La Mort de Chauvin - Alsace! Alsace! - Le Caravansérail - Un décoré du 15 août - Mon képi - Le Turco de la Commune - Le Concert de la huitième - La Bataille du Père-Lachaise - Les Petits Pâtés - Monologue à bord - Les Fées de France | Deuxième partie : Tableaux parisiens - Un teneur de livres - Avec trois cent mille francs que m'a promis Girardin - Arthur - Les Trois Sommations - Un soir de première - La Soupe au fromage - Le Dernier Livre - Maison à vendre - Contes de Noël : Un réveillon dans le marais - Contes de Noël : Les Trois Messes basses Troisième partie : Caprices et Souvenirs - Le Pape est mort - Paysages gastronomiques - La Moisson au bord de la mer - Les Émotions d'un perdreau rouge - Le Miroir - L'Empereur aveugle |

## Citations littéraires
Pierre Nord évoque La Dernière classe dans Terre d'angoisse (1937) pour souligner la dimension patriotique de ce conte. Lors de la Première Guerre mondiale, un officier allemand chargé de l'inspection des écoles dans le nord de la France, alors occupé par les Allemands, assiste à une lecture de ce texte qui fait pleurer tous les élèves.

## Commentaires
- Si vous ne connaissez pas le sujet, laissez ce bandeau (vous pouvez alors contacter les auteurs).
- Si vous supprimez le contenu mis en cause (vous pouvez préalablement contacter les auteurs),

argumentez précisément cette suppression dans la page de discussion
(un manque de référence n'est pas un argument ; une recherche réelle de référence doit avoir été effectuée, être formellement documentée).
Les Contes du lundi sont également  imprégnés de l’Algérie et des retombées africaines des événements de France. S’y esquissent déjà la déportation des communards en Nouvelle-Calédonie (où ils seront rejoints par les révoltés kabyles), dans Monologue à bord, et même l’immigration des Alsaciens en Algérie, avec Le Caravansérail, tenu par une Alsacienne, « à cent lieues d’Alger », auberge qui fut le repos des guerriers de la conquête avant que ces derniers ne trouvent à Wissembourg, le repos éternel et que le caravansérail ne soit incendié par des Arabes révoltés.  
Dans Un décoré du 15 août, un agha du Chélif monte à Paris tenter d’obtenir la  Légion d’honneur que le bureau arabe lui a promis. À Paris encore, Kadour, Le Turco de la commune,  meurt sur les barricades de la Commune et sous les balles Versaillaises qu’il croyait « Brussiennes ». Dans  Le zouave, le père du déserteur part à Sidi Bel Abbès consacrer à la France les cinq ans dus par son fils.
Alors que dans Tartarin de Tarascon, Daudet ramenait des sites d’Algérie à de banals paysages de France (« au lieu du caravansérail que j'imaginais, je trouvai une ancienne auberge de l’Île-de-France »), c'est ici l'inverse : Nogent,  avec la diversité des soldats, zouaves, artilleurs, apparaît à Daudet comme « une petite ville d’Algérie. »  Et à la Fouilleuse, une ferme au pied du mont Valérien, « ce grand paysage mélancolique […] a quelque chose des plaines du Chélif ou de la Mitidja ».